# 費利佩瓦雷拉上校縣

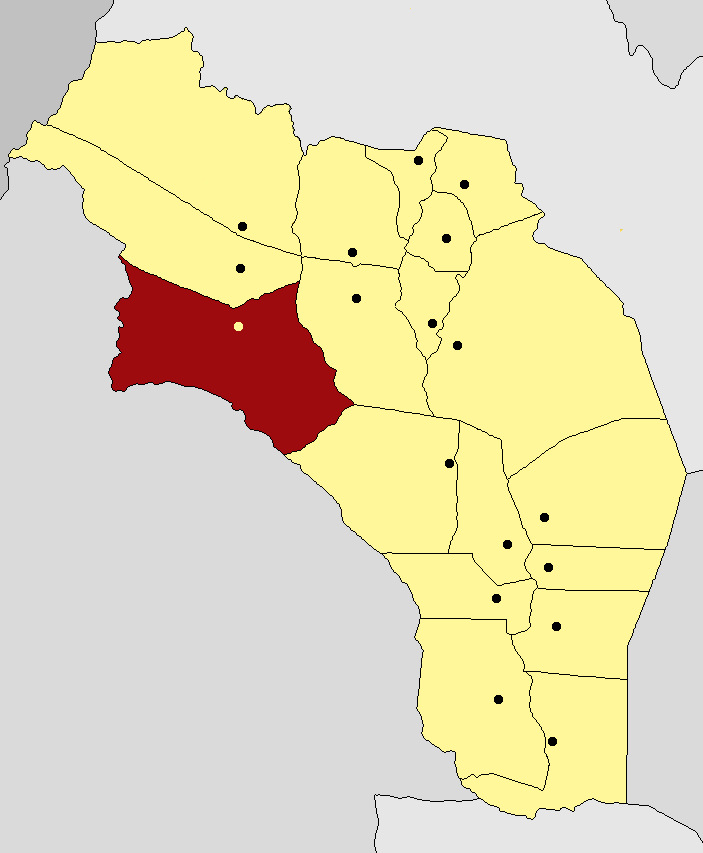

29°19′4″S 68°13′40″W / 29.31778°S 68.22778°W
費利佩瓦雷拉上校縣（西班牙語：Departamento Coronel Felipe Varela），是阿根廷的縣份，位於該國西部拉里奧哈省，首府設於烏尼翁鎮，面積4,846平方公里，2010年人口49,432，人口密度每平方公里10.2人。